# Forêt nationale Daniel Boone
Pour les articles homonymes, voir Daniel Boone (homonymie) et Boone.
La forêt nationale Daniel Boone est une forêt fédérale protégée situé au Kentucky, aux États-Unis.
Elle s'étend sur une surface de 2 269 km2, et a été créée en 1937.